# Гибралтар на Светском првенству у атлетици у дворани 2014.
Гибралтар је учествовао на Светском првенству у атлетици у дворани 2014. одржаном у Сопоту од 7. до 9. марта други пут. Репрезентацију Гибралтара представљао је један такмичар који се такмичио у трци на 1.500 метара.
На овом првенству Гибралтар није освојио ниједну медаљу али је остварен национални рекорд.

## Учесници
Мушкарци:
- Aitor Gomez — 1.500 м

## Резултати

### Мушкарци
| Атлетичар   | Дисциплина | Лични рекорд | Квалификација | Квалификација | Финале               | Финале       | Детаљи |
| Атлетичар   | Дисциплина | Лични рекорд | Резултат      | Место         | Резултат             | Место        | Детаљи |
| ----------- | ---------- | ------------ | ------------- | ------------- | -------------------- | ------------ | ------ |
| Aitor Gomez | 1.500 м    |              | 4:07,34 НР    | 8. у гр. 3    | Није се квалификовао | 22 / 22 (23) |        |